# 320-ті до н. е.

## Події
- завойовницькі походи Александра Македонського;
- Греція: Ламійська війна (323–322 до н. е.) —

конфлікт після смерті Александра Македонського, повстання грецьких міст проти Македонії;

## Померли
- 323 до н. е. — Александр Македонський